# Coryphaenoides affinis
Coryphaenoides affinis és una espècie de peix de la família dels macrúrids i de l'ordre dels gadiformes.

## Hàbitat
És un peix d'aigües profundes que viu fins als 3477 m de fondària.

## Distribució geogràfica
Es troba a l'est de la desembocadura del riu de La Plata.